# Zalindżi
Zalindżi (arab. زالنجي; ang. Zalingei) – miasto w Sudanie, stolica nowego wilajetu Darfur Środkowy (od 2012). Liczy 26 723 mieszkańców (2012). Ośrodek przemysłowy.